# Gigantes de Carolina 2021 (pallavolo maschile)
Questa voce raccoglie le informazioni riguardanti i Gigantes de Carolina nelle competizioni ufficiali della stagione 2021.

## Organigramma societario
Area direttiva
- Presidente: Nelsón Pérez

Area tecnica
- Primo allenatore: Gerardo de Jesús

## Rosa
| N° | Nome                  | Ruolo | Data di nascita  | Nazionalità sportiva |
| -- | --------------------- | ----- | ---------------- | -------------------- |
| 1  | Fabián Rohena         | C     | 5 gennaio 1994   | Porto Rico           |
| 2  | Amar de Jesús         | C     | -                | Porto Rico           |
| 4  | Luis Guillermo García | P     | 5 gennaio 1995   | Porto Rico           |
| 5  | Francisco Pomar       | P     | 2 aprile 2000    | Porto Rico           |
| 6  | Josué Rivera          | S     | 14 aprile 1992   | Porto Rico           |
| 7  | Adrián Iglesias       | S     | 14 febbraio 1998 | Porto Rico           |
| 8  | Arnel de Jesús        | C     | 30 luglio 1990   | Porto Rico           |
| 10 | Alexis Avilés         | S     | -                | Porto Rico           |
| 11 | Ventura Peluzzo       | C     | 11 dicembre 1999 | Porto Rico           |
| 12 | Luis Bertrán          | L     | 22 agosto 1994   | Porto Rico           |
| 13 | Pedro Pastrana        | O     | -                | Porto Rico           |
| 14 | Arnaldo Torres        | O     | 14 aprile 1999   | Porto Rico           |
| 15 | Jair Santiago         | O     | 24 agosto 1995   | Porto Rico           |
| 23 | Víctor González       | S     | 23 giugno 1993   | Porto Rico           |

## Mercato
| Acquisti | Acquisti              | Acquisti      | Acquisti   |
| R.       | Nome                  | da            | Modalità   |
| -------- | --------------------- | ------------- | ---------- |
| C        | Fabián Rohena         | -             | definitivo |
| C        | Amar de Jesús         | ?             | definitivo |
| P        | Luis Guillermo García | -             | definitivo |
| P        | Francisco Pomar       | Ana G. Méndez | definitivo |
| S        | Josué Rivera          | -             | definitivo |
| S        | Adrián Iglesias       | Barton        | definitivo |
| C        | Arnel de Jesús        | Texas Tyrants | definitivo |
| S        | Alexis Avilés         | ?             | definitivo |
| C        | Ventura Peluzzo       | Ana G. Méndez | definitivo |
| L        | Luis Bertrán          | -             | definitivo |
| O        | Pedro Pastrana        | -             | definitivo |
| O        | Arnaldo Torres        | ?             | definitivo |
| O        | Jair Santiago         | OC Stunners   | definitivo |
| S        | Víctor González       | -             | definitivo |

| Cessioni | Cessioni | Cessioni | Cessioni |
| R. | Nome     | a        | Modalità |
| --- | -------- | -------- | -------- |
| Non sono avvenuti movimenti di mercato in uscita perché la società è stata inattiva nella stagione precedente |          |          |          |

## Risultati

### LVSM

#### Regular season
| 1ª giornata - 17 settembre 2021 Coliseo Raúl "Pipote" Oliveras, Yauco      | Cafeteros de Yauco       | 3 - 1 | Gigantes de Carolina     | 31-29, 24-26, 25-23, 27-25        |
| 2ª giornata - 19 settembre 2021 Coliseo Guillermo Angulo, Carolina         | Gigantes de Carolina     | 0 - 3 | Capitanes de Arecibo     | 16-25, 16-25, 23-25               |
| 3ª giornata - 23 settembre 2021 Palacio de Recreación y Deportes, Mayagüez | Indios de Mayagüez       | 3 - 0 | Gigantes de Carolina     | 25-23, 29-27, 25-20               |
| 4ª giornata - 26 settembre 2021 Coliseo Guillermo Angulo, Carolina         | Gigantes de Carolina     | 0 - 3 | Changos de Naranjito     | 23-25, 23-25, 23-25               |
| 5ª giornata - 30 settembre 2021 Coliseo Guillermo Angulo, Carolina         | Gigantes de Carolina     | 3 - 0 | Patriotas de Lares       | 25-18, 25-23, 25-21               |
| 6ª giornata - 3 ottobre 2021 Coliseo Luis Aymat Cardona, San Sebastián     | Caribes de San Sebastián | 3 - 1 | Gigantes de Carolina     | 25-22, 23-25, 22-25, 25-19        |
| 7ª giornata - 7 ottobre 2021 Coliseo Mario Morales, Guaynabo               | Mets de Guaynabo         | 1 - 3 | Gigantes de Carolina     | 21-25, 29-31, 25-19, 26-28        |
| 8ª giornata - 10 ottobre 2021 Coliseo Gelito Ortega, Naranjito             | Changos de Naranjito     | 3 - 0 | Gigantes de Carolina     | 25-20, 25-21, 25-14               |
| 9ª giornata - 15 ottobre 2021 Coliseo Guillermo Angulo, Carolina           | Gigantes de Carolina     | 2 - 3 | Cafeteros de Yauco       | 27-25, 25-18, 22-25, 20-25, 9-15  |
| 10ª giornata - 16 ottobre 2021 Coliseo Guillermo Angulo, Carolina          | Gigantes de Carolina     | 2 - 3 | Mets de Guaynabo         | 21-25, 25-19, 28-26, 23-25, 13-15 |
| 11ª giornata - 21 ottobre 2021 Coliseo Félix Méndez Acevedo, Lares         | Patriotas de Lares       | 0 - 3 | Gigantes de Carolina     | 19-25, 17-25, 21-25               |
| 12ª giornata - 23 ottobre 2021 Coliseo Guillermo Angulo, Carolina          | Gigantes de Carolina     | 3 - 1 | Indios de Mayagüez       | 19-25, 25-18, 30-28, 26-24        |
| 13ª giornata - 29 ottobre 2021 Coliseo Guillermo Angulo, Carolina          | Gigantes de Carolina     | 3 - 0 | Caribes de San Sebastián | 25-20, 25-19, 25-22               |
| 14ª giornata - 31 ottobre 2021 Coliseo Manuel Iguina, Arecibo              | Capitanes de Arecibo     | 3 - 1 | Gigantes de Carolina     | 25-22, 20-25, 25-21, 25-19        |

#### Play-off
| Quarti di finale (gara 1) - 5 novembre 2021 Coliseo Mario Morales, Guaynabo           | Mets de Guaynabo         | 3 - 0 | Gigantes de Carolina     | 25-20, 27-25, 25-16        |
| Quarti di finale (gara 2) - 7 novembre 2021 Coliseo Luis Aymat Cardona, San Sebastián | Caribes de San Sebastián | 3 - 1 | Gigantes de Carolina     | 25-21, 21-25, 25-16, 25-19 |
| Quarti di finale (gara 4) - 13 novembre 2021 Coliseo Guillermo Angulo, Carolina       | Gigantes de Carolina     | 1 - 3 | Caribes de San Sebastián | 25-23, 22-25, 20-25, 18-25 |
| Quarti di finale (gara 6) - 18 novembre 2021 Coliseo Guillermo Angulo, Carolina       | Gigantes de Carolina     | 0 - 3 | Mets de Guaynabo         | 14-25, 23-25, 23-25        |

## Statistiche

### Statistiche di squadra
| Competizione | Punti | In casa | In casa | In casa | In trasferta | In trasferta | In trasferta | Totale | Totale | Totale |
| Competizione | Punti | G       | V       | P       | G            | V            | P            | G      | V      | P      |
| ------------ | ----- | ------- | ------- | ------- | ------------ | ------------ | ------------ | ------ | ------ | ------ |
| LVSM         | 17    | 9       | 3       | 6       | 9            | 2            | 7            | 18     | 5      | 13     |
| Totale       | -     | 9       | 3       | 6       | 9            | 2            | 7            | 18     | 5      | 13     |

G = partite giocate; V = partite vinte; P = partite perse